# Eldey
Eldey är en liten ö 10 kilometer utanför Reykjanes, västsydväst om Reykjavik. Eldeys klippor är hemvist för stora kolonier av havssulor. Ornitologer har uppskattat antal till 16000 par.
Det var på Eldey som de två sista kända exemplaren av garfågel dödades 1844.